# Placówka Straży Granicznej II linii „Więcbork”
Placówka Straży Granicznej II linii „Więcbork” – jednostka organizacyjna Straży Granicznej pełniąca służbę wywiadowczą na granicy polsko-niemieckiej w okresie międzywojennym.

## Formowanie i zmiany organizacyjne
Rozporządzeniem Prezydenta Rzeczypospolitej Polskiej Ignacego Mościckiego z 22 marca 1928 roku, do ochrony północnej, zachodniej i południowej granicy państwa, a w szczególności do ich ochrony celnej, powoływano z dniem 2 kwietnia 1928 roku  Straż Graniczną.
Rozkazem nr 2 z 19 kwietnia 1928 roku w sprawie organizacji Pomorskiego Inspektoratu Okręgowego dowódca Straży Granicznej gen. bryg. Stefan Pasławski określił strukturę organizacyjną komisariatu SG „Sypniewo”. Placówka Straży Granicznej II linii „Więcbork” znalazła się w jego strukturze.

## Kierownicy/dowódcy placówki
| stopień            | imię i nazwisko | okres pełnienia służby | kolejne stanowisko |
| ------------------ | --------------- | ---------------------- | ------------------ |
| starszy strażnik   | Bolesław Pieprz | był w I 1932 –         |                    |
| starszy przodownik | Stefan Wilkosz  | był w 1935 –           |                    |